# Bodenlebendes Augentier
Das Bodenlebende Augentier (Euglena terricola) ist eine Protisten-Art aus der Gattung der Augentierchen (Euglena). Sie kommt in stehenden Gewässern im Bodenschlamm vor.

## Merkmale
Euglena terricola ist 65 bis 95 Mikrometer lang. Die Zellen sind lang-zylindrisch und am hinteren Ende zugespitzt. Sie sind sehr metabol und lebhaft beweglich. Die Membran ist zart schraubig gestreift. Es sind zahlreiche Bänder-Chloroplasten vorhanden. Die Geißel ist halb so lang wie der Körper.

## Belege